# Best of Dark Horse 1976-1989
Best of Dark Horse 1976-1989 es el segundo álbum recopilatorio de la carrera musical de George Harrison, publicado en 1989 tras los éxitos de su anterior álbum de estudio, Cloud Nine, y de su trabajo dentro del grupo The Traveling Wilburys. 
Para la edición del álbum, Harrison grabó dos nuevos temas: "Poor Little Girl" y "Cockamamie Business", así como la canción "Cheer Down" que aparece en la banda sonora de la película Lethal Weapon 2.
A pesar de resumir uno de los momentos más creativos de su carrera musical, desde el álbum Thirty Three & 1/3 de 1976 hasta Cloud Nine, Best of Dark Horse 1976-1989 no entró en las listas de éxitos británicas, si bien alcanzó el puesto #132 en las estadounidenses.
Pocos años después, la manufacturación de Best of Dark Horse 1976-1989, distribuido por Warner Bros. Records, fue cancelada, sin ser posteriormente reeditado por EMI al adquirir el catálogo musical de Dark Horse Records. Con ningún álbum recopilatorio de los últimos años de su carrera, The Best of George Harrison, publicado en 1976, fue durante mucho tiempo la única recopilación oficial de su catálogo musical, hasta la edición póstuma de Let It Roll: Songs by George Harrison, en 2009 (a cargo de su viuda, Olivia).

## Lista de canciones
Todas las canciones compuestas por George Harrison excepto donde se anota.
1. "Poor Little Girl" – 4:33
2. "Blow Away" – 3:59
3. "That's The Way It Goes" – 3:34
4. "Cockamamie Business" – 5:15
5. "Wake Up My Love" – 3:32
6. "Life Itself" – 4:24
7. "Got My Mind Set On You" (Rudy Clark) – 3:51
8. "Crackerbox Palace" – 3:56
9. "Cloud 9" – 3:14
10. "Here Comes The Moon" – 4:09
11. "Gone Troppo" – 4:23
  - Sólo disponible en la edición en formato CD
12. "When We Was Fab" (George Harrison/Jeff Lynne) – 3:56
13. "Love Comes To Everyone" – 3:40
14. "All Those Years Ago" – 3:44
15. "Cheer Down" (George Harrison/Tom Petty) – 4:08
  - Incluida en la banda sonora de la película Lethal Weapon 2

## Listas de éxitos
| País           | Listas            | Listas           | Listas        |
|                | Posición más alta | Semanas en lista | Certificación |
| -------------- | ----------------- | ---------------- | ------------- |
| Japón          | 51                | 2                |               |
| Estados Unidos | 132               | 6                |               |

- Datos: Q830352